# 伏屋村
伏屋村（ふせやむら）は、かつて岐阜県羽島郡に存在した村である。
現在の岐南町伏屋に該当する。
伏屋村発足時は羽栗郡の村であったが、郡の合併により羽島郡の村となっている。

## 歴史
- 1872年（明治5年） - 大区小区制により、伏屋村は岐阜県の第二大区第二小区[2]となる。
- 1875年（明治8年） - 成光村[3]が伏屋村に編入される。
- 1878年（明治11年） - 郡区町村編制法により元の村に戻る。その後、三宅村、伏屋村、野中村との4村と連合し、戸長役場は伏屋村に設置する。
- 1889年（明治22年）7月1日 - 町村制により伏屋村発足。
- 1897年（明治30年）4月1日[4] - 羽栗郡と中島郡が合併して羽島郡となる。
- 1897年（明治30年）4月1日 - 野中村、三宅村、若宮地村、平島村と合併し、上羽栗村発足。同日伏屋村は廃止。

## 教育
- 1894年（明治27年）までは村で伏屋尋常小学校を設置していたが、平島村、野中村、三宅村、若宮地村と合同の学校として野中村に移転している。現・岐南町立東小学校。

## 史跡
- 伏屋城址
- 伝・木瀬草庵址